# Falkberget
Falkberget (finska: Haukkakallio) är en kulle i Finland. Den ligger i Lovisa stad i landskapet Nyland, i den södra delen av landet, 90 km öster om huvudstaden Helsingfors. Toppen på Falkberget är 78 meter över havet.
Terrängen runt Falkberget är platt. En vik av havet är nära Falkberget åt sydost.  Närmaste större samhälle är Lovisa, 10,4 km väster om Falkberget. I omgivningarna runt Falkberget växer i huvudsak blandskog.